# Elizabeth Denison
Lady Elizabeth Denison, marchesa di Conyngham (31 luglio 1769 – 11 ottobre 1861), è stata una cortigiana britannica, amante di Giorgio IV.

## Biografia
Suo padre era Joseph Denison, che aveva fatto fortuna nel settore bancario, mentre sua madre era Elizabeth Butler.

## Matrimonio
Il 5 luglio 1794, sposò Lord Henry Conyngham, visconte di Conyngham, un pari irlandese. Nonostante la sua bellezza, era considerata una volgare, scaltra, avida, tuttavia attirò numerosi ammiratori, tra cui un Granduca russo, il futuro Zar Nicola I Romanov.
Ebbero cinque figli:
- Henry Francis Conyngham, conte di Mount Charles (6 aprile 1795-26 dicembre 1824);
- Francis Conyngham, II marchese di Conyngham (11 giugno 1797-17 luglio 1876);
- Lady Elizabeth Henrietta Conyngham (?-24 agosto 1839), sposò Charles Gordon, X marchese di Huntly, non ebbero figli;
- Lady Mary Harriet Conyngham (?-3 dicembre 1843), sposò William Somerville, I barone Meredyth, ebbero due figli;
- Albert Conyngham, I barone di Londesborough (21 ottobre 1805-15 gennaio 1860).

## Amante reale
Secondo il duca di Wellington, Elizabeth decise già nel 1806 di diventare l'amante del Principe di Galles, il futuro Re Giorgio IV, anche se la divenne effettivamente più tardi, nel 1819, quando il principe era reggente per conto del padre, Giorgio III, impossibilitato a regnare per problemi mentali.
Dalla sua relazione con il re, Lady Conyngham beneficiò insieme alla sua famiglia: suo marito venne elevato al rango di marchese nel Pari del Regno Unito, divenne membro del Consiglio Privato di Sua Maestà, venne nominato Lord Steward della Casa del Re, Conestabile e Governatore del Castello di Windsor. Il suo secondo figlio fu Paggio d'Onore del Reggente, Valletto della Camera Privata e Master of the Robes di Re Giorgio IV.
La marchesa aveva simpatie Whig, ma non era interessata alla vita politica, concentrata com'era sulla promozione finanziaria della sua famiglia. Tuttavia, quando chiese che il precettore di suo figlio fosse il canonico della Cappella Reale di San Giorgio, il primo ministro, Lord Liverpool, minacciò di dimettersi.

## Ultimi anni e morte
Col passare del tempo, il sovrano divenne dipendente da Lady Conyngham a causa del suo temperamento e della cattiva salute. Tuttavia a un certo punto egli si stancò della sua compagnia, anche se il suo affetto per lei non cessò; la relazione si concluse con la morte improvvisa di re Giorgio IV nel 1830.
Lady Conyngham visse fino al 1861, morendo vicino a Canterbury all'età di 92 anni.
Il secondogenito, il Generale Lord Francis Conyngham, II marchese di Conyngham, fu Lord Ciambellano fino al 1839, ed insieme con a William Howley, Arcivescovo di Canterbury, portò la notizia della morte dello zio Re Guglielmo IV alla principessa Vittoria, da quel momento Regina del Regno Unito. La figlia del II marchese, Jane Churchill, fu poi una Lady of the Bedchamber alla Regina Vittoria e una delle più sue care ed intime amiche.